# Alsdorfer Bergmannskreuz

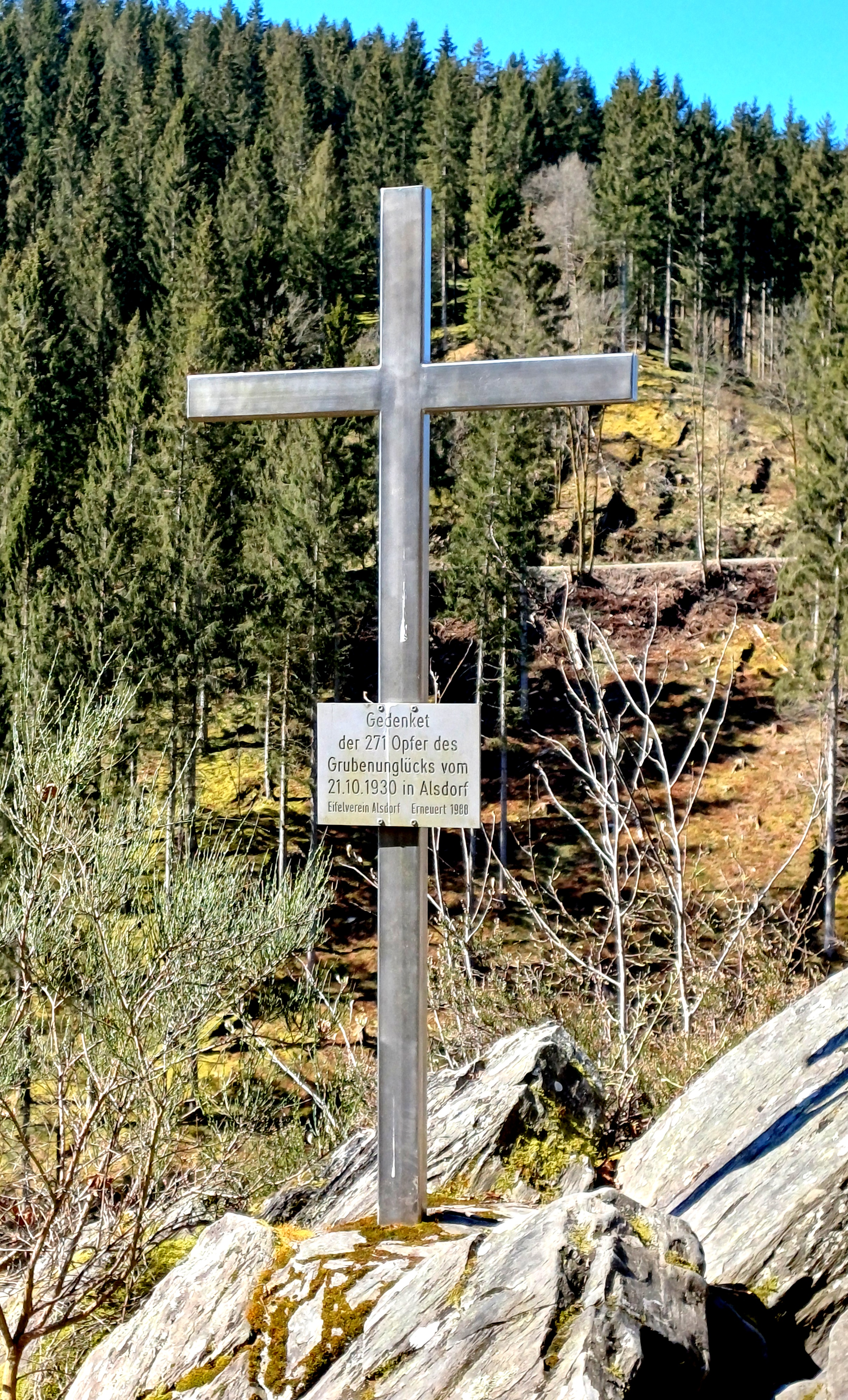
Das Kreuz auf der Felsformation am Eifelblick
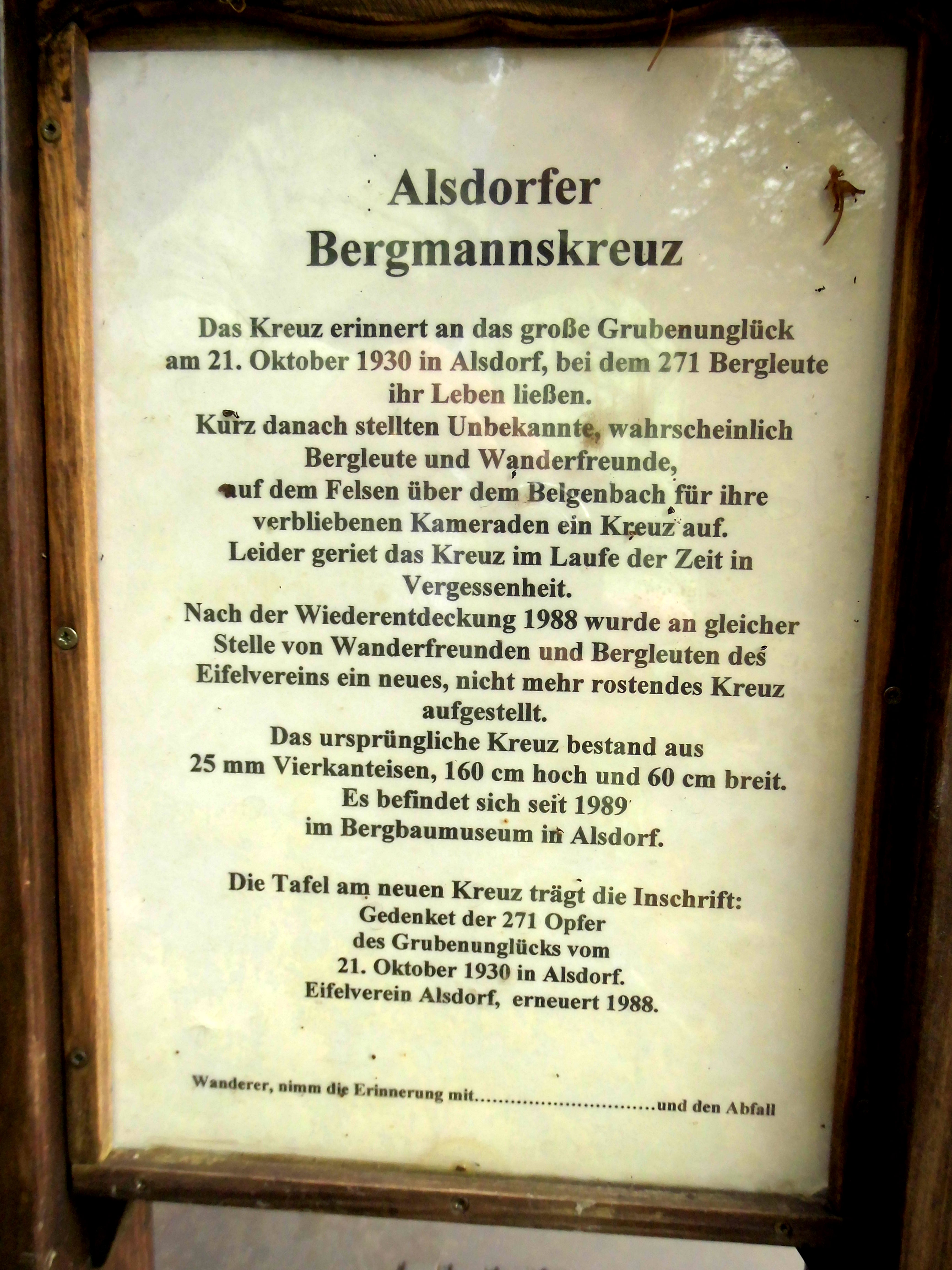
Texttafel auf dem Tisch des Rastplatzes

Das Alsdorfer Bergmannskreuz erinnert an die 271 Bergleute, die am 21. Oktober 1930 auf der Grube Anna bei dem schweren Grubenunglück von Alsdorf im Eduardschacht ums Leben kamen.

## Beschreibung
Das erste Kreuz aus schlichtem grauen Metall wurde Anfang der 1930er-Jahre von Unbekannten südwestlich von Eicherscheid auf einem Felsvorsprung über dem Belgenbach errichtet. Im Laufe der Jahre geriet dieses Kreuz in Vergessenheit und verwitterte und wurde erst in den 1980er-Jahren wiederentdeckt. An seiner Stelle wurde schließlich 1988 von Bergleuten und Wanderfreunden ein neues Kreuz aus nichtrostendem Stahl aufgestellt und das alte Kreuz in das Bergbaumuseum in Alsdorf versetzt.
Mit dem zugehörigen Rastplatz Eifelblick liegt es am Heckenlandschaft Wanderweg, der von der Belgenbacher Mühle im Steilhang des Belgenbachtals in südöstliche Richtung nach Eicherscheid führt.